# Zserbó
A zserbó szelet vagy egyszerűen zserbó (külföldön: Gerbeaud) népszerű és kedvelt magyar eredetű sütemény. A népszerű édesség, amely mára világszerte ismert, omlós tésztából készül, rétegeiben baracklekvárt és darált diót tartalmaz, tetejét pedig csokoládébevonat borítja. Nevét a svájci származású cukrászmesterről, Gerbeaud Emilről kapta, aki a 19. század végén érkezett Magyarországra, és a híres budapesti Kugler-cukrászdát vezette tovább. Kedvelt ünnepi (húsvéti és karácsonyi) édesség.

## Története

### Gerbeaud Emil és a sütemény eredete
A hagyomány úgy tartja, hogy Gerbeaud Emil találta fel a zserbót, és egyike volt azoknak a süteményeknek, amelyek megalapozták cukrászati hírnevét. Gerbeaud már 1900-ra neves cukrász volt, így ha valóban ő alkotta a receptet, annak keletkezését a 19. század végére tehetjük. Azonban más vélemények szerint a zserbó bemutatása később, az első világháború környékére datálható.

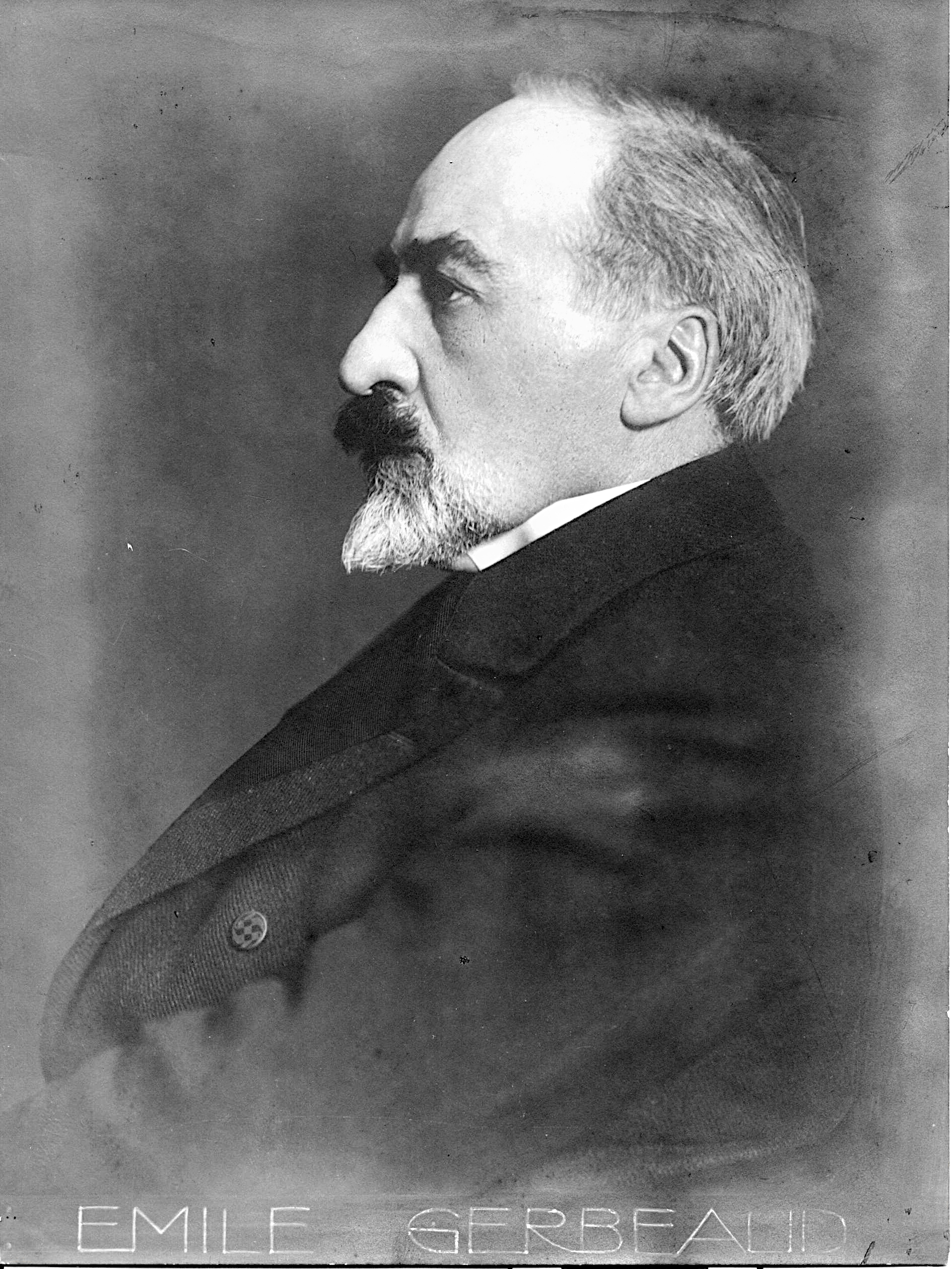
Gerbeaud Emil

Ezek az elméletek azonban ellentmondanak bizonyos történelmi tényeknek. A Gerbeaud cukrászda árjegyzékeiben a sütemény neve nem szerepel, és az első szakácskönyvek, amelyek megemlítik a zserbót, csak az 1950-es években jelentek meg. Ez arra utal, hogy bár Gerbeaud Emil neve összefonódott a süteménnyel, maga az édesség nem biztos, hogy az ő alkotása volt.

### Az államosítás és a zserbó népszerűvé válása
A zserbó sütemény valójában csak az 1948-as államosítás után vált széles körben ismertté. A cukrászda ekkor került állami tulajdonba, és az új korszakban kezdett a sütemény nagy népszerűségnek örvendeni. Egy másik elmélet szerint a zserbót az 1958-as brüsszeli világkiállítás alkalmából alkották meg, mint Magyarország gasztronómiai nagykövetségének egyik különleges desszertjét.

### A név és jelentősége
A zserbó neve a Gerbeaud családnévből származik, amely idővel köznevesült, így vált a sütemény elnevezésévé. Ez a név a magyar cukrászati hagyományok egyik emblematikus elemévé vált, és mára nemcsak hazánkban, hanem külföldön is sokan ismerik. A keresztény ünnepek – különösen a karácsony – egyik elmaradhatatlan édességeként a zserbó nemcsak gasztronómiai, hanem kulturális szimbólum is lett.

### Zserbó a modern gasztronómiában
A sütemény máig népszerű, és számos változatban készítik. A hagyományos recept mellett léteznek diabetikus, gluténmentes, valamint különféle újragondolt verziók. A klasszikus változatot azonban továbbra is a Gerbeaud Emil nevéhez fűződő örökség határozza meg, és a sütemény a magyar gasztronómia egyik legismertebb „nagykövete” maradt.

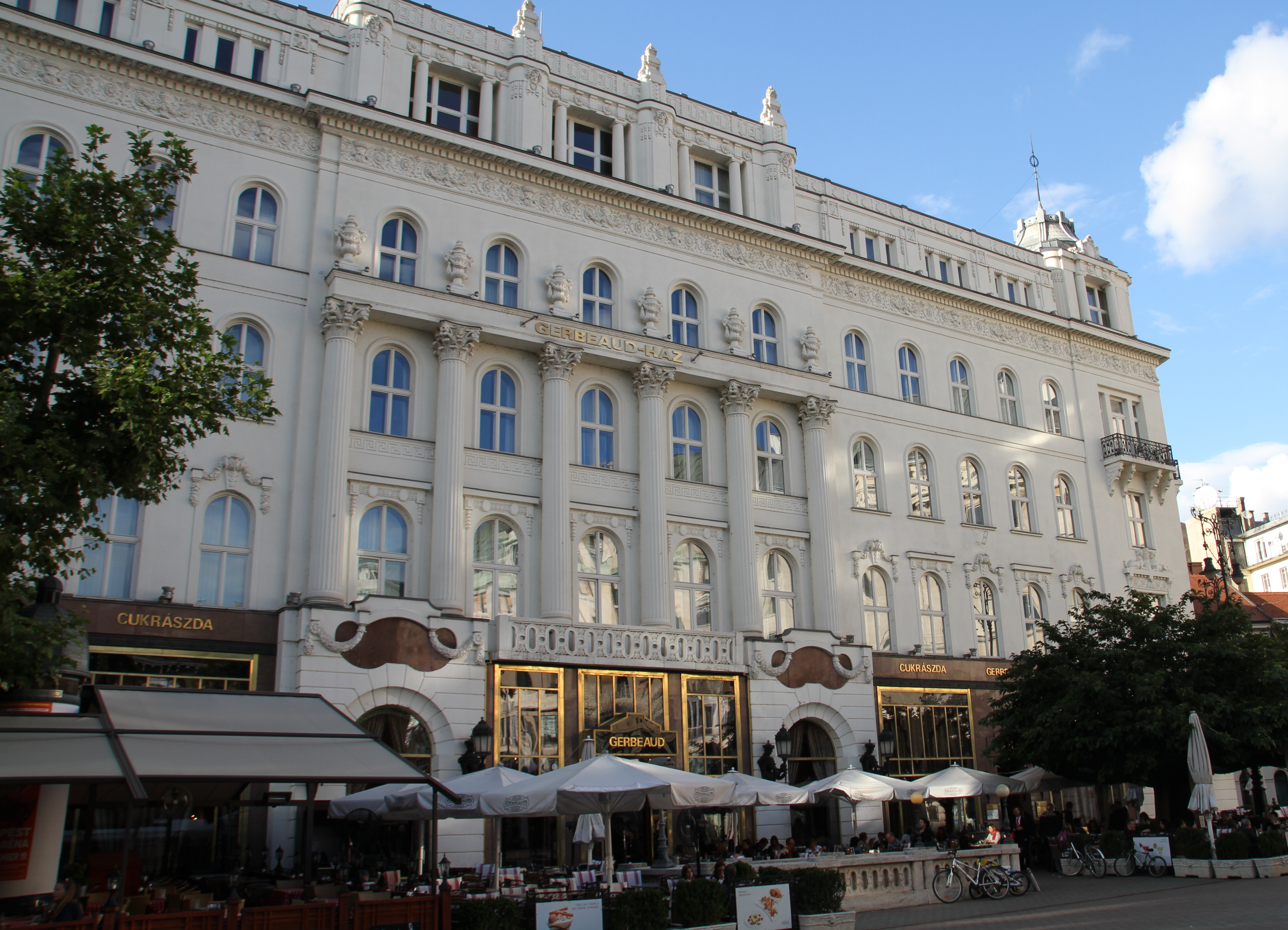
Gerbeaud-ház Budapesten

## Elkészítése
A tésztalap liszt, vaj, cukor, tojás, élesztő felhasználásával készül. Ezt egyenlő részekre vágják, majd a lapok közé sárgabaracklekvárt és cukrozott darált diót töltenek. A sütemény felszínét olvasztott csokoládéval vonják be, majd szeletekre vágják.
A klasszikuson kívül ismert a mézes zserbó is, melyhez élesztő helyett sütőport és mézet használnak, a lapokat pedig vaníliás krémmel töltik.